# Chloe Spear

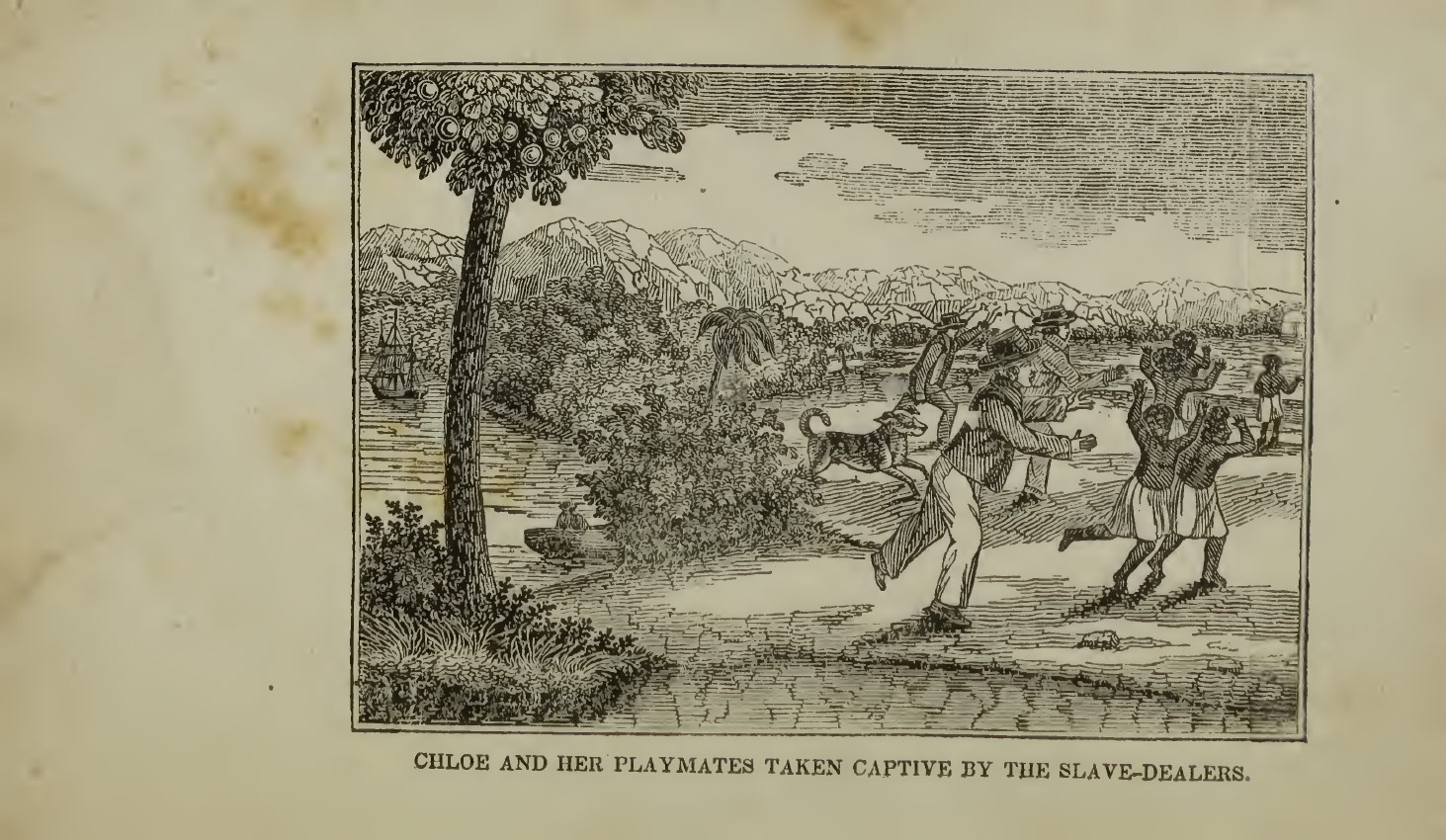
Illustration der Gefangennahme von Chloe Spear

Chloe Spear (geboren ca. 1749 in Afrika; gestorben 3. Januar 1815 in Boston, USA) war eine Frau, die als Kind versklavt wurde, in die USA kam, als Sklavin in einem Bostoner Haushalt 30 Jahre arbeitete und 1783 freie Bürgerin von Massachusetts wurde. 1832 erschienen ihre Memoiren unter dem Pseudonym Lady of Boston.

## Leben
Chloe Spears exaktes Geburtsdatum und ihre genaue Herkunft in Afrika sind unklar. Vermutlich wurde sie als 12-Jährige entführt und erreichte Philadelphia im Jahr 1761. Dort kaufte sie Captain John Bradford als Sklavin für seine angesehene Familie in Boston. Die Bradfords gaben Spear mehr Freiheiten als üblich. So durfte sie eigenverantwortlich einen kranken Nachbarn der Familie pflegen. Als sie sich jedoch das Lesen beibrachte, verbot ihr das der Captain unter der Androhung, ihre beiden Daumen abzuschneiden, wenn er sie noch einmal beim Lesen erwische. Sein Argument war, das das Lesen „Neger frech“ werden ließe.

Die Idee, lesen zu lernen, kam Chloe Spear beim regelmäßigen Abholen der Bradford-Kinder von der Schule. Sie fragte deren Lehrerin, ob sie ihr Lesen beibringen könne. Diese bot ihr das für ein kleines Entgelt an und forderte Chloe auf, sich ein Buch zu kaufen.
„Erfreut über diese Aussichten eilte sie zum Buchladen und bat den Buchhändler, ihr ein Buch zu verkaufen. Er fragte: Welches Buch denn? Sie antwortete, dass sie das nicht wüsste; sie wolle einfach ein Buch.“
Er verkaufte ihr das Buch der Psalmen, welches die Biografin für ungeeignet hielt, wenn jemand das Alphabet lernen wollte.
Chloe heiratete einen Mann namens Cesar Spear. Die beiden hatten sieben Kinder, die sie alle überlebte.

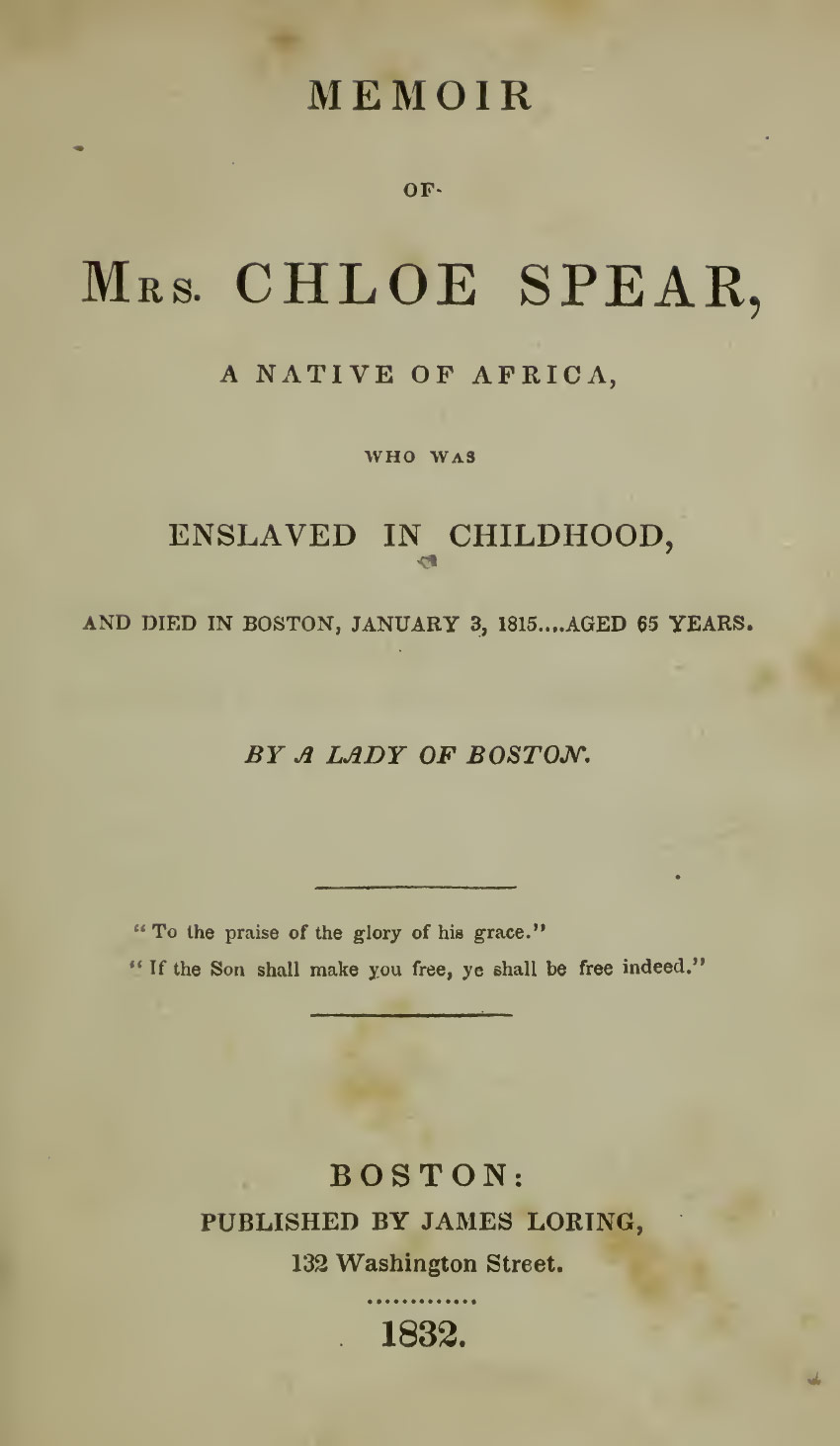
Titelblatt der Memoiren (1832)

1783 schaffte der Bundesstaat Massachusetts die Sklaverei ab. Die Spears eröffneten eine Unterkunft für Arbeiter. Nach Cesars Tod öffnete Chloe das Haus für Zusammenkünfte der Baptistischen Gemeinde, der sie angehörte. Bei den Treffen waren Menschen aller Hautfarben vertreten. Chloe Spear wurde eine geachtete Person, sodass nach ihrem Tod im Jahr 1815 fünf Nachrufe in Bostoner Zeitungen erschienen. Sie ist begraben in der Gruft der Familie Bradford.

Die Autorin der 1832 erschienenen Biografie Memoir of Mrs. Chloe Spear, A Native of Africa Who Was Enslaved in Childhood and Died in Boston, January 3, 1815, Aged 65 Years schreibt unter dem Pseudonym A Lady of Boston, wobei unklar ist, welche Textteile von Chloe Spear selbst stammen. In dem Buch wechselt die Autorin bei wörtlichen Reden den Stil. Beispiel:
“O! my heart up in my mouth. I di’n know what to do, what I hab to suffer. But I went in de parlour, ’cause he call me. He say, ‘Chloe, dis week, you go Mr S. de minister, and ask him baptize you.’ I frighten! I say, ‘O massa, I poor creature, I no fit for baptize.’ ‘Yes,’ he say, ‘any body pray as you hab, is fit.’ I ’fraid say much, fear he angry, so, soon I could, I go up my chamber; den I tink, what all dis mean? Same man tell me once, I should no learn read, if I do, I tie up by my two thumb, and whipp’d; same man now tell me go be baptize! What all dis mean?”